# Confessioni di una ragazza invisibile
Confessioni di una ragazza invisibile (Confissões de uma Garota Excluída) è un film del 2021 diretto da Bruno Garotti e tratto dal romanzo Confessioni di una ragazza invisibile e drammi vari di Thalita Rebouças. Il film è interpretato da Marcus Bessa, Caio Cabral e Klara Castanho.

## Trama
Trasferitasi in una nuova scuola, l'intelligente ma impacciata Tetê farà di tutto per farsi accettare dai nuovi compagni di classe.

## Produzione
Nel novembre 2020, Thalita Rebouças ha annunciato durante il Festival Tudum la realizzazione del suo secondo film per Netflix.
Il 13 luglio 2021, Netflix ha pubblicato le prime immagini del film.
Il 26 agosto 2021 è stato rilasciato il trailer ufficiale del film.

## Distribuzione
Il film è stato distribuito internazionalmente il 22 settembre 2021 da Netflix.